# Cleora dargei
Cleora dargei är en fjärilsart som beskrevs av Claude Herbulot 1961. Cleora dargei ingår i släktet Cleora och familjen mätare. Inga underarter finns listade i Catalogue of Life.